# Duchess (Alberta)
Duchess es un pueblo en el sur de Alberta, Canadá, que está rodeado por el condado de Newell. Está al norte de Brooks y de la carretera Transcanadiense.
El pueblo recibió su nombre de la duquesa Louise Marguerite. Es principalmente una comunidad ganadera.

## Demografía
En el censo de población de 2021 realizado por Statistics Canada, el pueblo de Duchess registró una población de 053 habitantes viviendo en 378 de sus 404 viviendas privadas totales, un cambio de -2,9% con respecto a su población de 2016 de 1085 hab. Con una superficie de terreno de 1,93 km² (0,7 mi²), tenía una densidad de población de 545,6/km en 2021.
En el Censo de Población de 2016 realizado por Statistics Canada, el pueblo de Duchess registró una población de 1085 hab viviendo en 371 de sus 390 viviendas privadas totales, un cambio de 9,4% con respecto a su población de 2011 de 992 hab. Con una superficie de terreno de 1,96 km² (0,8 mi²), tenía una densidad de población de 553,6/km en 2016.

## Residentes notable
- Jeff Shantz, jugador de hockey profesional[3]
- Cheryl Bartlett, bióloga